# Progreso Lakes, Texas
Progreso Lakes là một thành phố thuộc quận Hidalgo, tiểu bang Texas, Hoa Kỳ. Năm 2010, dân số của xã này là 240 người.

## Dân số
- Dân số năm 2000: 234 người.
- Dân số năm 2010: 240 người.